# 爱德华·劳伦斯·洛根将军国际机场
爱德华·劳伦斯·洛根将军国际机场（英語：General Edward Lawrence Logan International Airport），是一座位於美國麻薩諸塞州波士頓的民用機場。在2018年客運量為4904萬人。是達美航空、美國航空、和捷藍航空的重點城市。機場佔地2400英畝（10平方公里），擁有六條跑道，員工數約達到16000多人。由此機場可前往美國其他城市、加拿大、拉丁美洲、亞洲、非洲以及歐洲。
机场的名字以爱德华·劳伦斯·洛根将军命名。

## 中央控制塔台

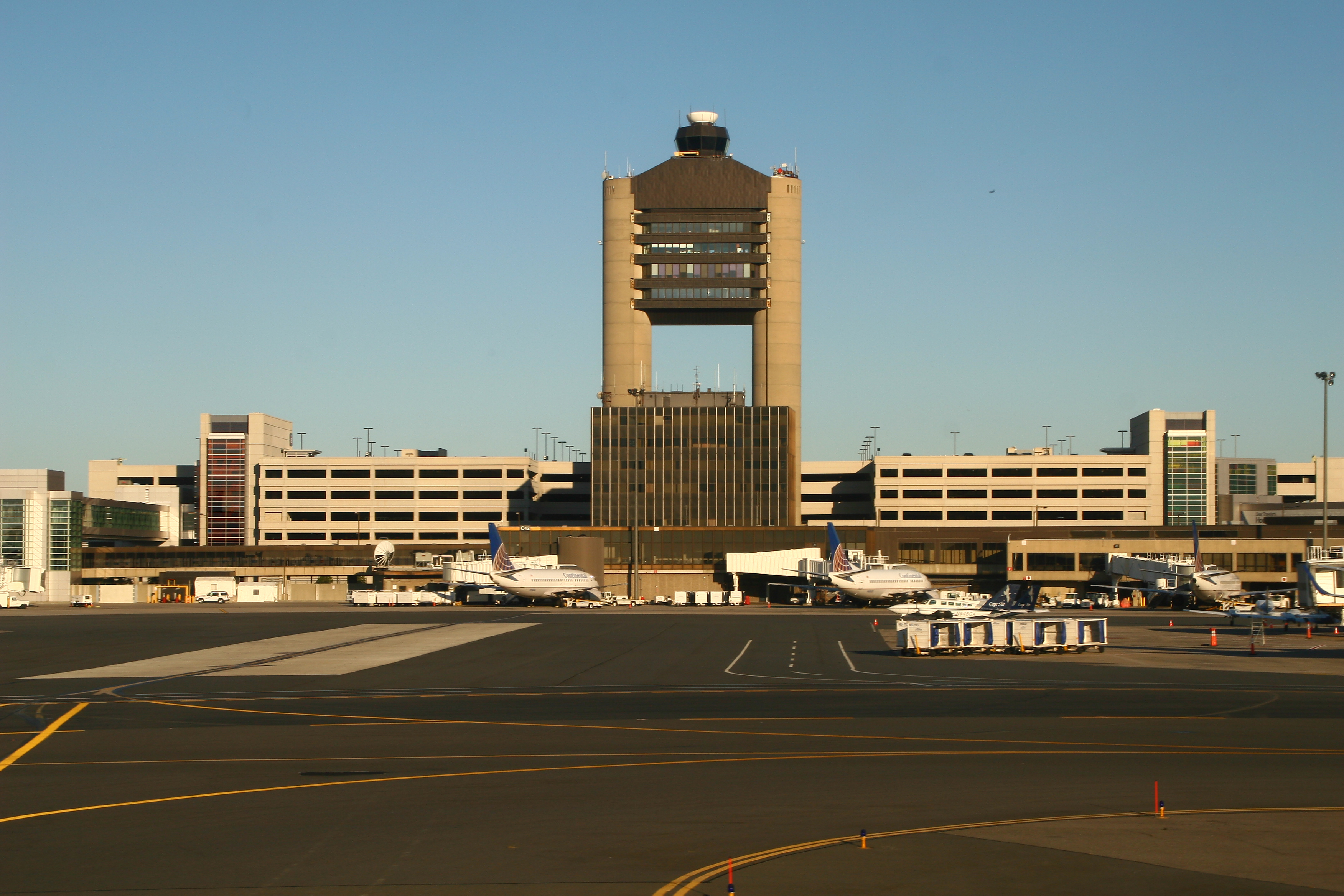
中央控制塔台

此機場擁有一個閂型的中央控制塔台，為當地著名的地標。中央最高處大約22層樓高，由兩旁的橢圓塔支撐，下方懸空，在6層樓高處兩座塔及機場大厦之間以空橋銜接。

## 航站
羅根國際機場有A、B、C、E四座航廈，皆以接駁巴士和步行通道連接，亦有移動式的通道連接各航廈和中央停車場。航廈之中，只有航廈E設有海關，國際班機從設有美國境外入國審查的機場起飛可降落於其他航廈，其餘所有的國際班機皆在E航廈抵達。

### 航廈A
羅根機場最新完工的航廈A在2005年3月啟用，取代之前東方航空進駐的舊航廈。此航厦又分為主航厦與衛星航厦兩部分，彼此以地下人行通道相連。
登機門共有22個，使得羅根機場的登機門數達到102個。因為達美航空先前爆發財務危機，歸還11個登機門給麻州港務局，目前只使用剩下的11個。
此建築為全美第一棟由LEED能源環保設計工會認可的航廈。其建築的特色包含：反射熱能的屋頂和窗戶、低水量水龍頭、不需沖水的便斗、自動光源調節以及水過濾系統。
2018年12月，達美宣布擴建將於2019年生效的航線，這將導致西南航空轉移到航廈B，而達美也將重新獲得整個航廈A（除了一個轉租給西捷航空的登機門，西捷本身是達美的代碼共享航空公司）。

### 航廈B

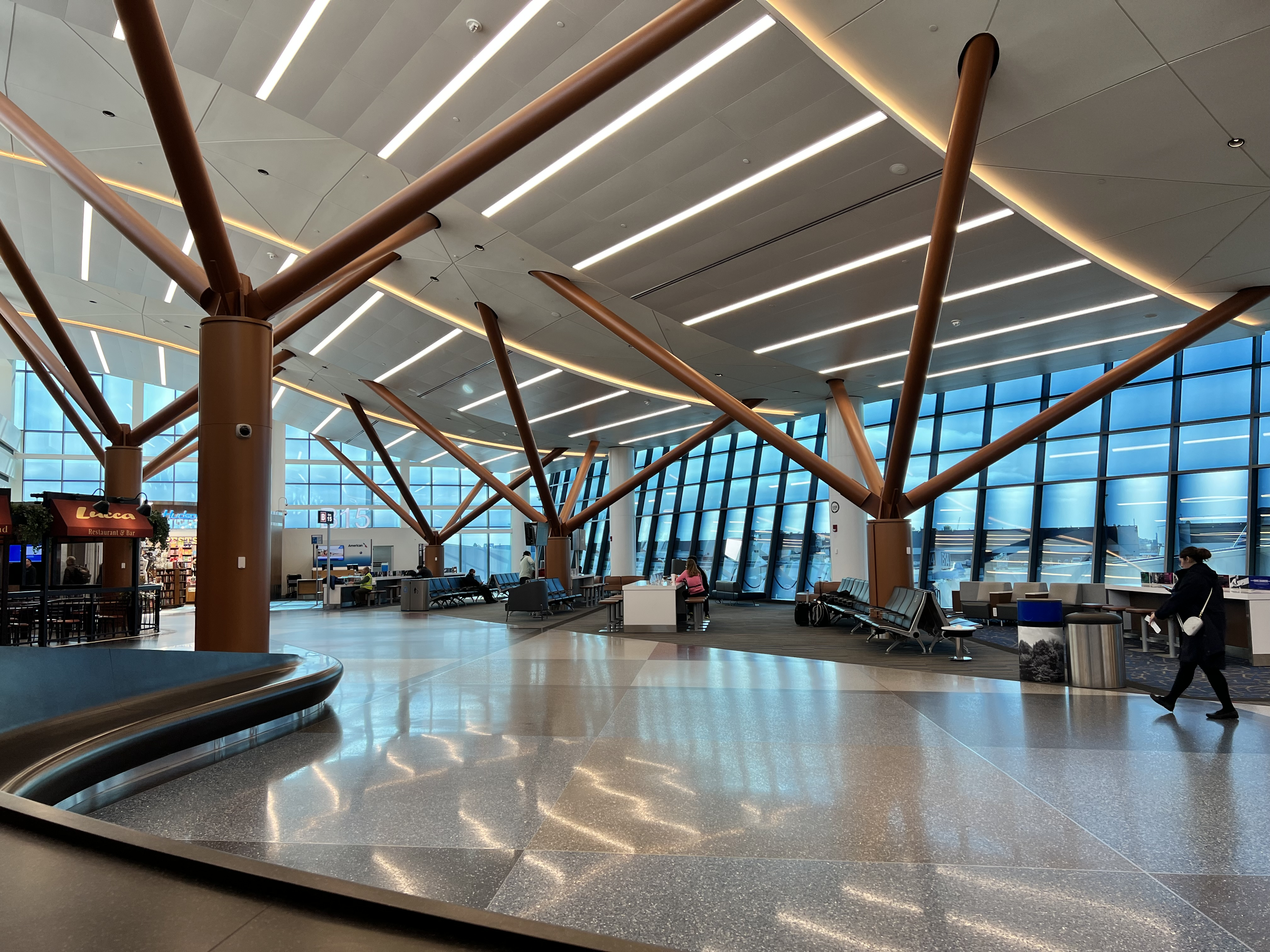
B航厦内部

直到2014年以前，航廈B分為南北兩座建築物，其間設有停車大樓。南側航廈的登機門分為三組，北側航廈的登機門分為兩組。美國航空、精神航空與聯合航空在航廈B運營。聯合航空和美國航空公司都在航廈為客戶提供休息室。
在2012年至2014年期間，航廈B進行了1.6億美元的翻新工程，於2014年4月完成。它創建了一條安全後通道，連接航廈B的北側航廈與南側航廈。翻新工程還包括24個新的售票櫃檯、8個新的候機室、新的特許經營區和新的行李傳送帶。2014年4月，原本位於航廈A和C的聯合航空開始改在航廈B外運作所有航班。
登机口B32上挂上国旗，以示对911事件的丧身者们哀悼。

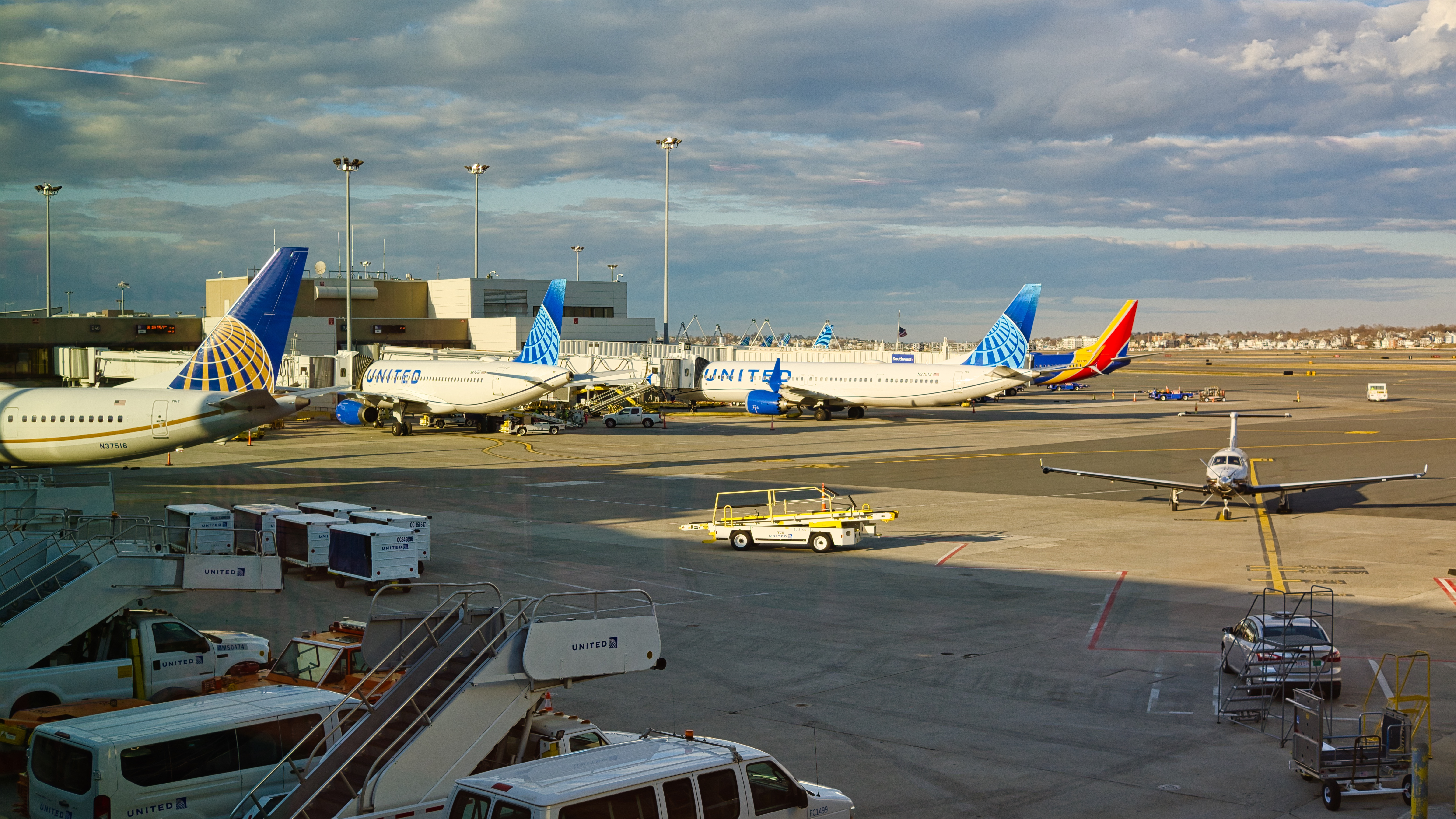
联合航空客机
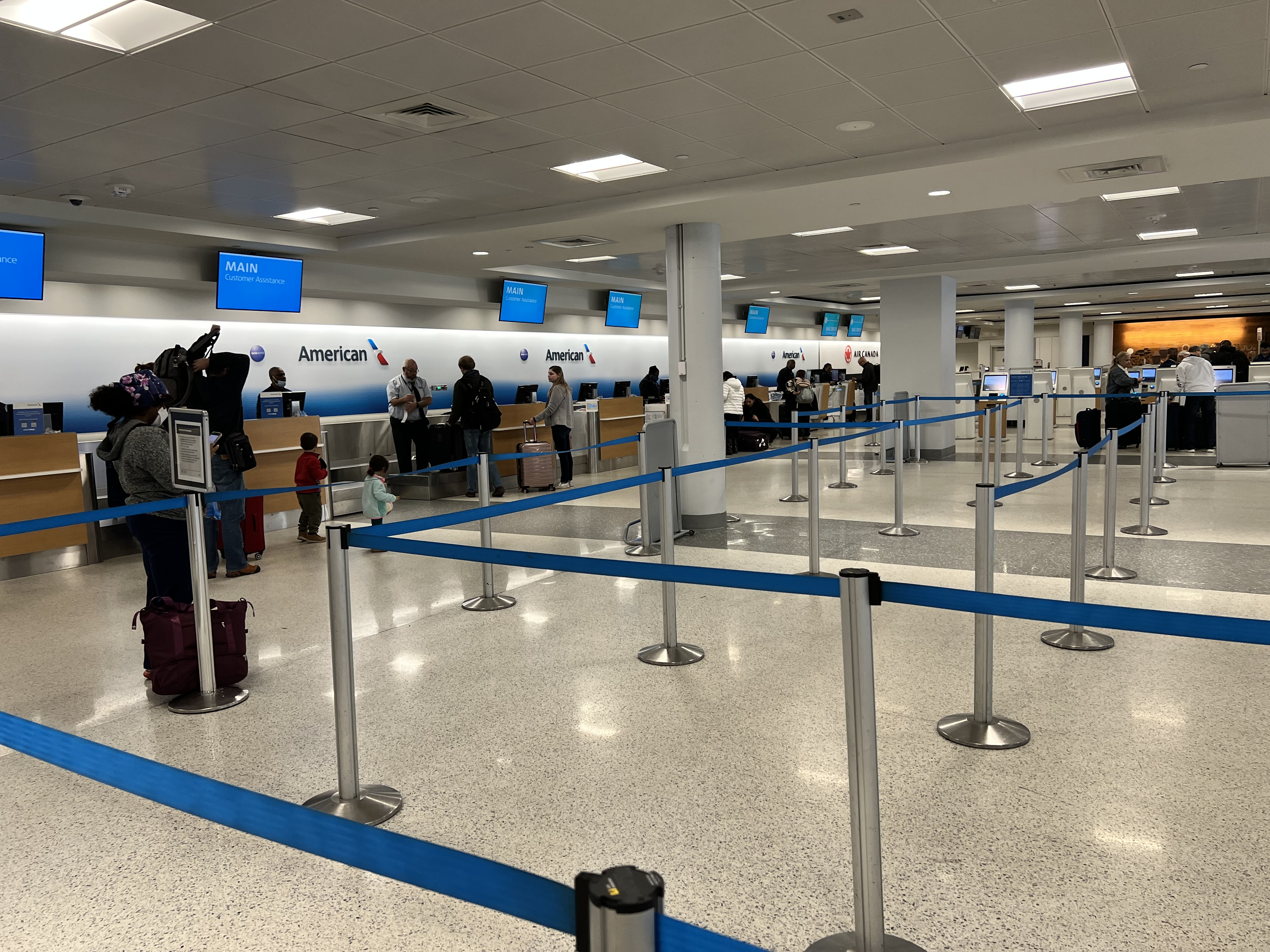
美国航空值机柜台
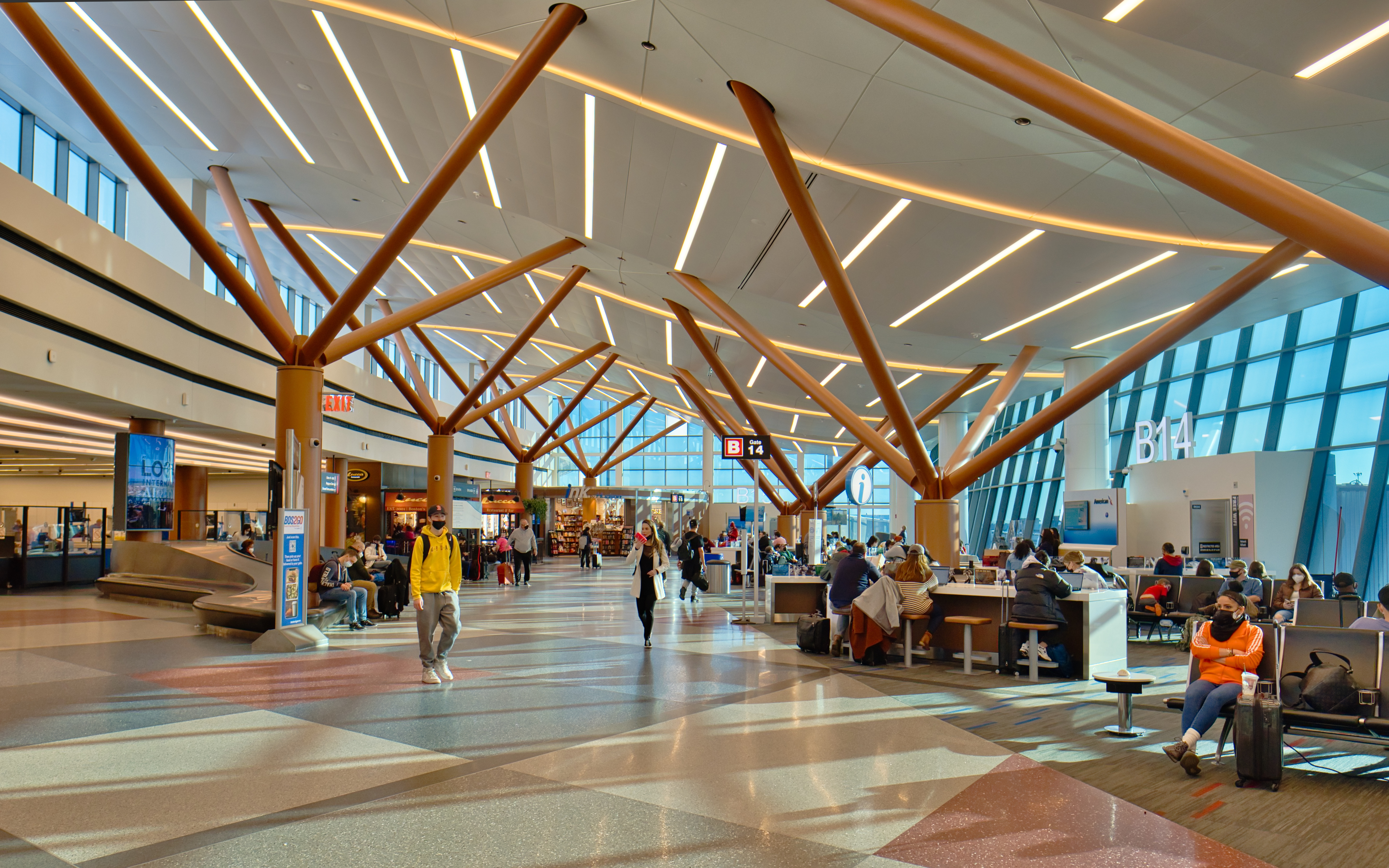
南侧登机口
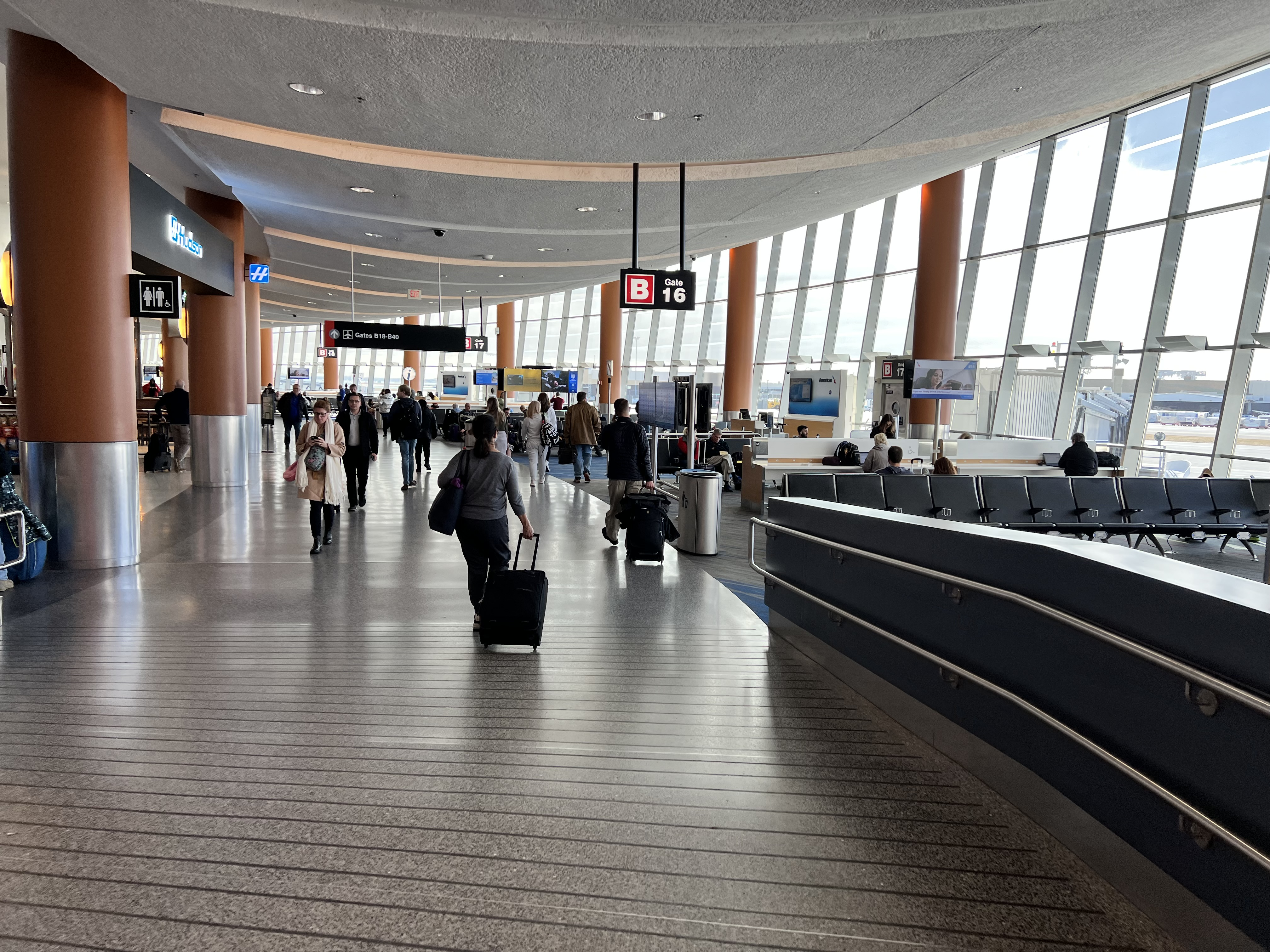
B航厦登机口
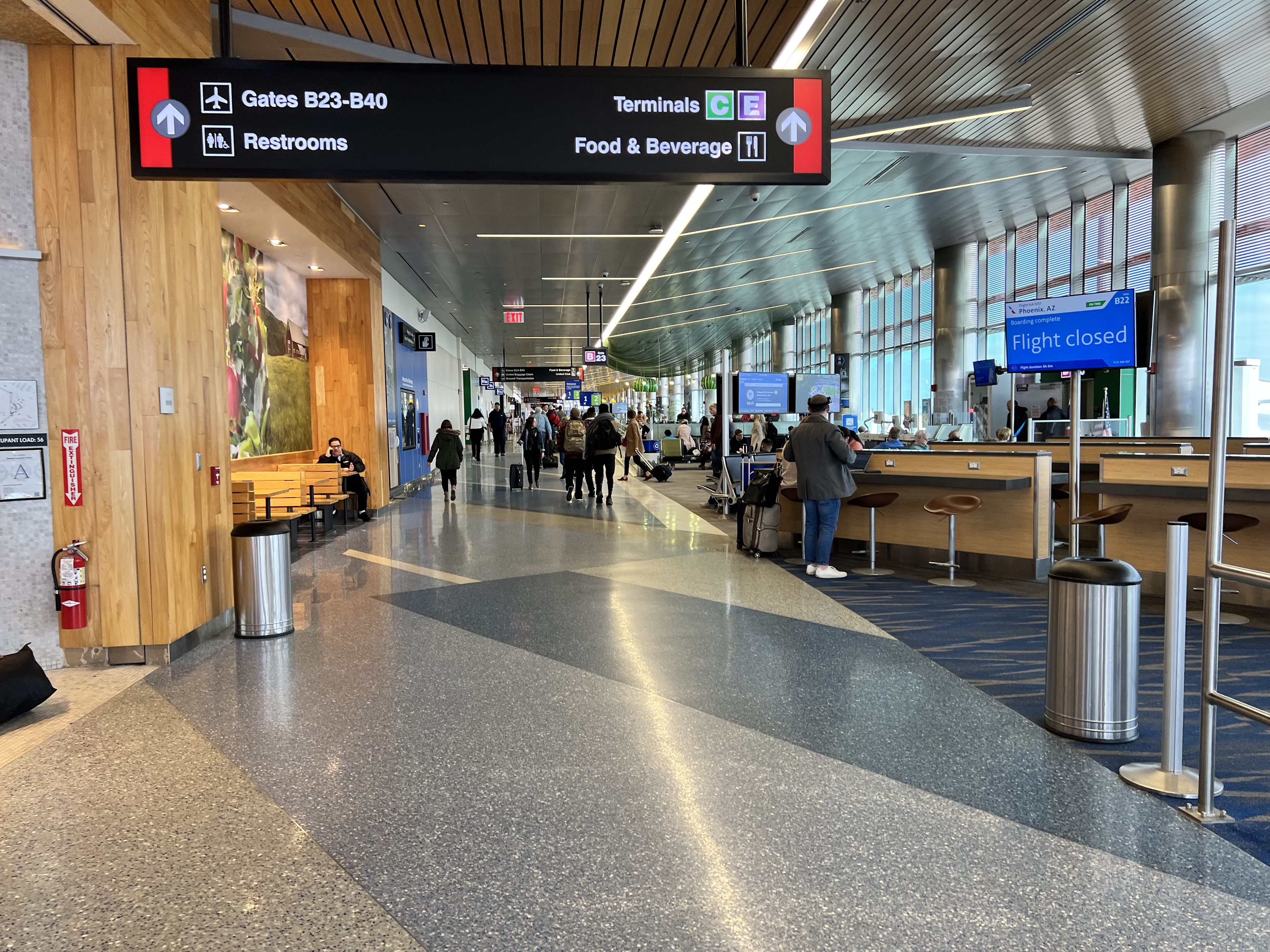
B航厦南北部分交界区域
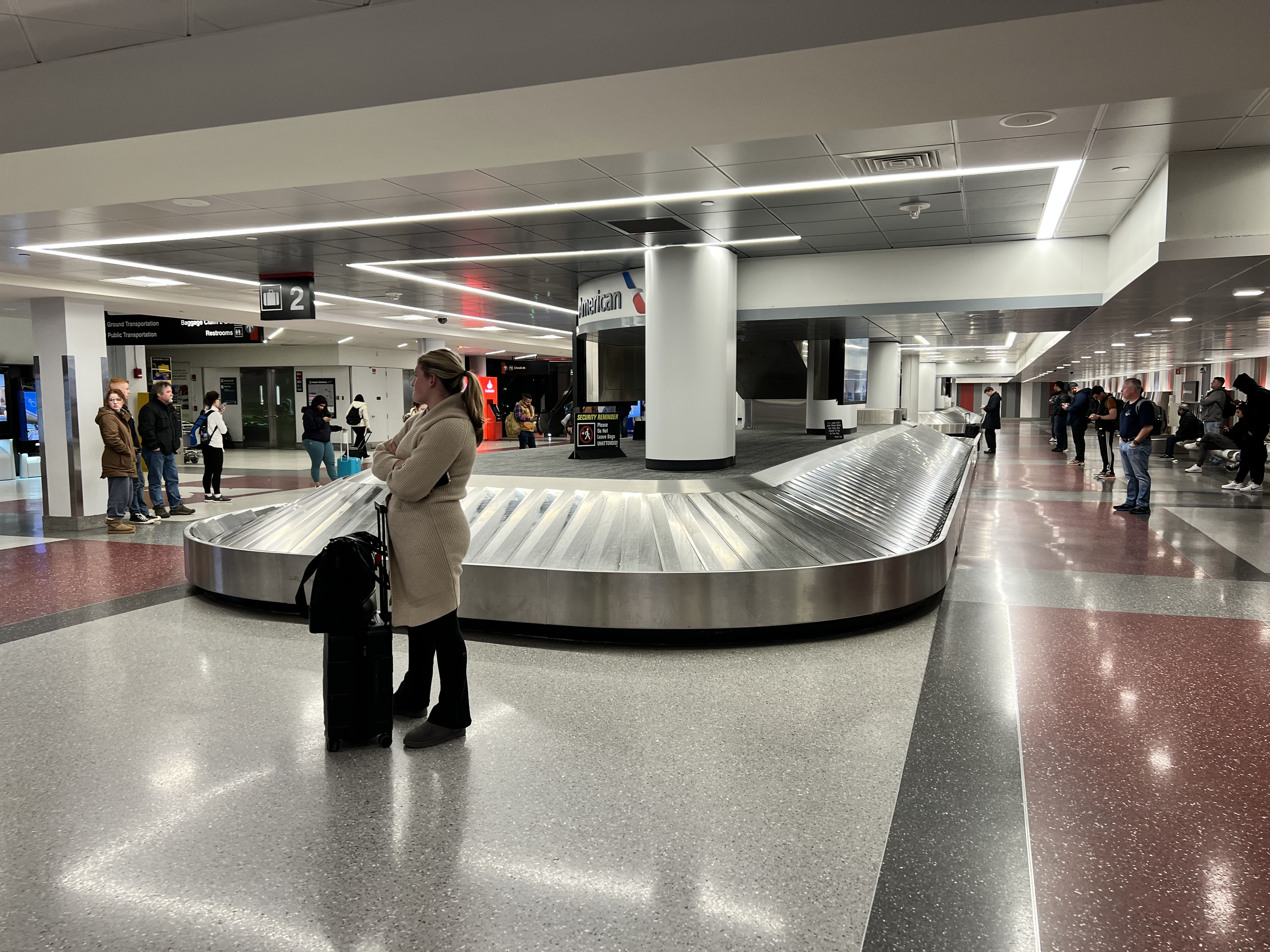
行李提取

### 航廈C

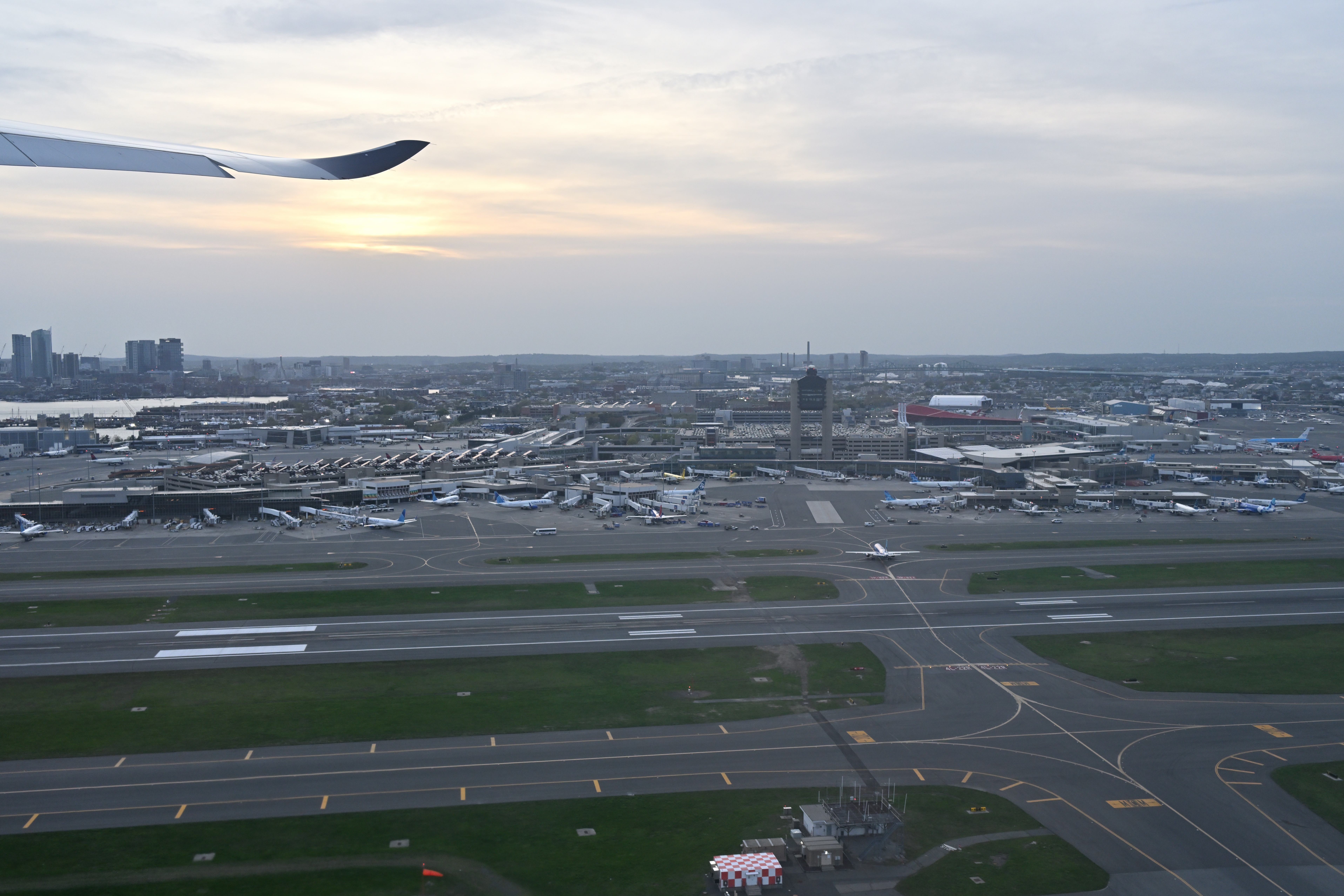
俯瞰B航厦（左）和C航厦（右）

航廈C於1967年開放，由Perry、Shaw、Hepburn和Dean設計。它在1987年、2002年和2005年進行了翻修。航廈C繼續進行翻修，在2016年夏季開通了航廈C和航廈E之間的安全通道，允許兩個航廈之間的無縫連接，這是Massport最終安全連接所有航廈的計劃之一。該航廈為愛爾蘭航空、海角航空、捷藍航空、太陽城航空和TAP葡萄牙航空提供服務。
2006年2月，前航廈D（航廈C北端的三個登機門）重新編號並標記為航廈E的一部分。這三個登機門作為E航站樓的一部分，由西南航空使用，直到他們搬到航廈A。。2016年，在航廈E和C之間建造了一個限制區通道後，這三個登機門再次重新編號。
機場的USO休息室位於航廈C樓下層的行李認領區。它提供最典型的便利設施，如大波士頓其他主要市場。在此軍人身份證是強制性的。
登机口C19上挂上国旗，以示对911事件的丧生者们哀悼。

### 航厦E

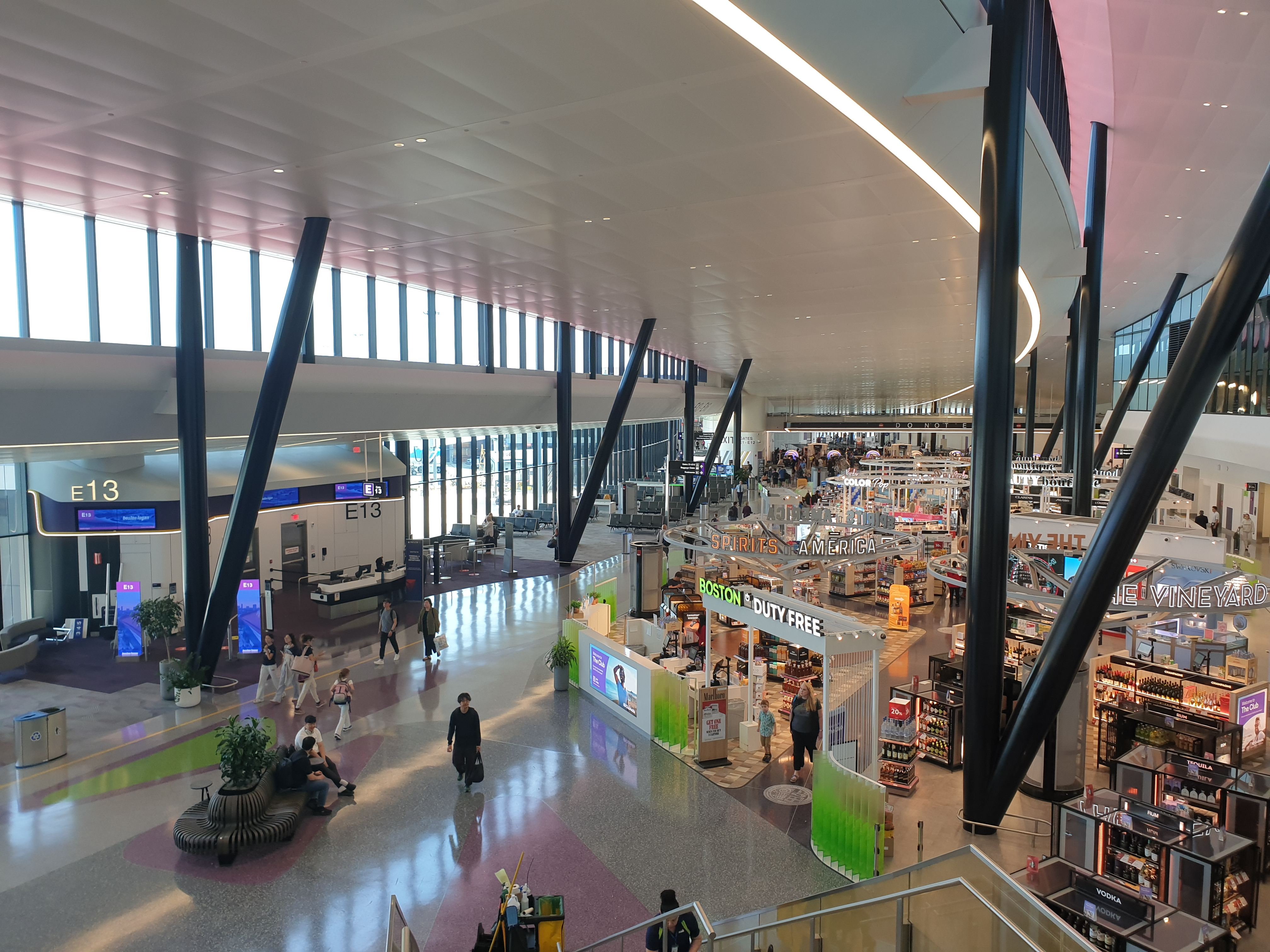
航厦E内部

航廈E掌管國際線班機以及以下航空公司：

## 飞行区设施

波士顿机场航站楼及跑道分布

羅根國際機場報道面積2,384英畝（965 公頃），包含以下六跑道：
- 跑道4L/22R： 7,861 x 150英尺。（2,396 x 46 m），表面：瀝青
- 跑道4R/22L： 10,005 x 150英尺。（3,050 x 46 m），表面：瀝青
- 跑道9/27： 7,000 x 150英尺。（2,134 x 46 m），表面：瀝青
- 跑道14/32： 5,000 x 100英尺。（1,524 x 30 m），表面：瀝青
- 跑道15L/33R： 2,557 x 100英尺。（779 x 30 m），表面：瀝青
- 跑道15R/33L： 10,083 x 150英尺。（3,073 x 46 m），表面：瀝青

机场跑道有以下四种运行模式：
- 东北风：4L、4R跑道着陆；9、4L、4R跑道起飞
- 东北风：33L、32、27跑道着陆；33L、27跑道起飞
- 东南风：15L、15R跑道着陆；15R、14、9跑道起飞
- 东南风：22L、22R、27跑道着陆；22L、22R跑道起飞

4R、15R、22L、27、33L跑道配备ILS：其中4R、33L跑道配备三类盲降，其他跑道则为一类盲降。22R、33L跑道口配备有EMAS。

## 貨運
羅根國際機場有兩座貨運站──北貨運站（鄰近航廈E）以及南貨運站（鄰近航廈A、B）。提供貨運服務的航空公司包含：
- Air Atlanta Icelandic Cargo
- 美國航空[16]
- Kitty Hawk Aircargo
- DHL
- 聯邦快遞
- Trade Winds Cargo
- 聯合包裹服務公司（UPS）
- 揚子江快運

## 交通
波士顿机场公共交通非常便捷，有MBTA运营的轮渡、地铁、公交车可供旅客选择。波士顿地铁蓝线设有機場站，从该站搭乘免费穿梭巴士到各航站楼耗时约6-12分钟不等。连接波士顿南站和机场的快速公交SL1线可直接抵达各个航站楼，从航站楼到波士顿南站耗时约15-20分钟，在波士顿南站可换乘波士顿地铁红线前往哈佛大学、麻省理工等地标。
波士顿轮渡设有洛根機場码头，有免费穿梭巴士连接各航站楼，耗时10-17分钟不等。从洛根機場码头可搭乘轮渡直达波士顿水族馆旁的Long Wharf，沿途可饱览波士顿市中心及港口风光。
如需前往缅因州波特兰，可在各个航站楼的Scheduled Bus Stop处搭乘Concord Coach Lines运营的城际大巴，从机场直达Portland Transportation Center，耗时约两小时。

## 重大事故
- 1973年7月31日，達美航空723號班機（使用道格拉斯DC-9型客機）墜入羅根機場內的海堤，機上83名乘客以及6名機組人員全數罹難，其中一名乘客獲救時仍有生命跡象，但最終傷重不治。
- 1982年1月23日，世界航空之麥道DC-10班機墜毀在羅根機場。飛機衝出跑道接著墜入海裡，在駕駛座艙附近斷成兩半，共有2人罹難。
- 2001年，兩架於911事件遭劫的班機──美國航空11號班機和聯合航空175號班機──從羅根機場起飛，之後撞上紐約世界貿易大樓。在事件發生之後，美國航空和聯合航空在這兩架飛機啟程的登機門(B32以及C19）上掛上國旗，以示哀悼。
- 2005年，兩架飛機差點在跑道交叉口起飛時相撞（2005年波士頓洛根機場跑道入侵事故）。
- 2007年6月20日，一架由美鷹航空營運的ERJ 145型客機從多倫多皮爾遜國際機場出發，抵達羅根機場要降落時，其中一個起落架只開了45度角，之後機長採用低空飛行，經過與其他同樣機型的駕駛員討論後，順利降落在33L跑道。

## 外部連結
- Massport:羅根國際機場
- 羅根國際機場航廈地圖
- Airport Wayfinder: Boston
- Noise Complaints
- FAA机场平面图 (PDF)（自2025-06-12起）